# Stenus impressus
Stenus impressus är en skalbaggsart som beskrevs av Ernst Friedrich Germar 1824. Stenus impressus ingår i släktet Stenus, och familjen kortvingar. Arten är reproducerande i Sverige.